# Phaloria anapina
Phaloria anapina är en insektsart som beskrevs av Otte, D. och R.D. Alexander 1983. Phaloria anapina ingår i släktet Phaloria och familjen syrsor. Inga underarter finns listade i Catalogue of Life.